# Кіліїле
Кіліїле (рум. Chiliile) — село у повіті Бузеу в Румунії. Адміністративний центр комуни Кіліїле.
Село розташоване на відстані 116 км на північ від Бухареста, 35 км на північний захід від Бузеу, 112 км на захід від Галаца, 80 км на схід від Брашова.

## Населення
За даними перепису населення 2002 року у селі проживали 173 особи, усі — румуни. Усі жителі села рідною мовою назвали румунську.